# Stražišče (gmina Ravne na Koroškem)
Stražišče – wieś w Słowenii, w gminie Ravne na Koroškem. W 2018 roku liczyła 207 mieszkańców.